# Богаевские
Богаевские — дворянские рода.
В Гербовник внесены две фамилии Богаевские:
1. Богаевские. потомки Семёна Леонтьевича, владевшего имением, жалованным гетманом Скоропадским в 1716 году (Герб. Часть X. № 111).
2. Иван Иванович Богаевский пожалованный в статские советники в 1799 году (Герб. Часть X. № 175)[1].

Род Богаевских происходит от Семена Леонтьевича владевшего имением, жалованным гетманом Скоропадским в 1716 году. Семен Леонтьевич служил в войске Запорожском и имел чин бунчукового товарища. Потомки его служили также в украинском войске и были жалованы поместьями.
Второй род идёт от Ивана Ивановича Богаевского, статский советник и Правительствующего Сената обер-секретарь, в службу вступил в 1767 году. В 1799 году пожалован статским советником. В 1801 году кавалер ордена Святого Иоанна Иерусалимского, а 28 августа 1802 года император Александр I пожаловал гербом и дворянским достоинством.

## Описание гербов

#### Герб. Часть X. № 111.
В щите, имеющем красное поле изображён серебряный меч с золотым эфесом, по сторонам его два серебряные полумесяца.
Щит увенчан дворянским шлемом и короною с пятью страусовыми перьями. Намёт на щите красный, подложен золотом.

#### Герб. Часть X № 175.
В щите, разделённом горизонтально надвое в верхней половине в зелёном поле означены золотая полоса и два хлебные снопа, переменяющие вид свой, на краске в золото, а на полосе в зелёный цвет. В нижней половине в правом чёрном поле, изображён серебряный крест и под ним в золотом поле чёрное орлиное крыло, а в левом красном поле серебряный журавль, держащий в правой лапе камень.
Щит увенчан дворянскими шлемом и короною. Намёт на щите зелёный, подложенный золотом.

#### Малороссийский гербовник
В Малороссийский гербовник включены два рода Богаевские:
1. Потомство бунчукового товарища (1716) Семёна Леонтьевича Богаевского: в щите, имеющем красное поле, изображен серебряный меч с золотым эфесом, по сторонам его два серебряных полумесяца. Щит увенчан дворянским шлемом и короною с пятью страусовыми перьями.
2. Потомство полкового есаула (начало XVIII века) Алексея Богаевского: щит рассечён и полурассечён. В первой части, в серебряном поле, коронованный полу-орёл, держащий в лапе золотой сноп. Во второй части, в голубом поле, три золотых звезды (две вверху и одна внизу). В третьей части, в зелёном поле, три волнистых пояса, обременённых красной перевезью справа тремя белыми розами. Нашлемник: вооруженная мечoм рука[2].